# Pax romana

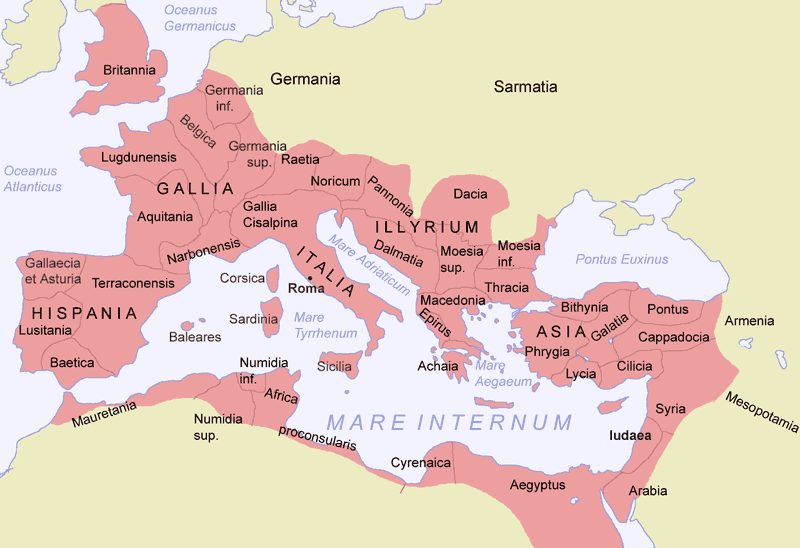
L'Impero romano sotto Traiano nella sua massima estensione (nel 117)

Pax Romana o Pax (intesa come divinità romana) o Pax Augusti (la pace donata dall'imperatore al mondo romano), che in italiano significa Pace Romana, è il lungo periodo di pace imposto sugli stati all'interno dell'Impero romano grazie alla presa del potere da parte di Augusto e chiamato per questo anche Pax Augustea.
L'espressione deriva dal fatto che il dominio romano e il suo sistema legale pacificarono le regioni che avevano sofferto per le dispute tra capi rivali. Durante questo periodo Roma combatté comunque un numero di guerre contro gli Stati e le tribù vicine, soprattutto le tribù germaniche e la Partia. Fu un'epoca di relativa tranquillità nella quale Roma non subì né le grandi guerre civili, come il bagno di sangue perpetuo del I secolo a.C., né gravi invasioni, come quelle della seconda guerra punica del secolo precedente. Sappiamo che Augusto ordinò nell'11 a.C. di collocare una statua in onore della Pax a Roma.
Questo periodo viene generalmente considerato a partire dal 117, quando  l'impero arrivò alla sua massima espansione territoriale, fino al 164 inizio delle invasioni barbariche.

## Rappresentazione
Troviamo numerose rappresentazioni della Pax durante il periodo imperiale nel rovescio di monete, normalmente con un ramo d'ulivo e uno scettro di traverso, come segue:
| Rappresentazione della Pax nella monetazione imperiale romana | Rappresentazione della Pax nella monetazione imperiale romana | Rappresentazione della Pax nella monetazione imperiale romana                                           | Rappresentazione della Pax nella monetazione imperiale romana                                                                              | Rappresentazione della Pax nella monetazione imperiale romana | Rappresentazione della Pax nella monetazione imperiale romana | Rappresentazione della Pax nella monetazione imperiale romana |
| Immagine                                                      | Valore                                                        | Dritto                                                                                                  | Rovescio | Datazione                                                     | Diametro; peso                                                | Catalogazione                                                 |
| ------------------------------------------------------------- | ------------------------------------------------------------- | --- | --- | ------------------------------------------------------------- | ------------------------------------------------------------- | ------------------------------------------------------------- |
|                                                               | aureo                                                         | TI CAESAR DIVI AUG F AUGUSTUS, testa laureata di Tiberio verso destra;                                  | PONTIF MAXIM, la madre Livia (come fosse la Pax) seduta verso destra su un trono, tiene uno scettro e un ramo d'ulivo;                     | 36-37                                                         | 19 mm; 7,55 g, 5 h (zecca di Lugdunum);                       | RIC I 29; Calicó 305c.                                        |
|                                                               | Æ Sesterzio                                                   | IMP CAES VESPAS AUG PM TRP PP COS III, testa laureata verso destra.                                     | PAX AUGUSTI, la dea Pace in piedi verso sinistra, tiene un rametto e una cornucopia; S C in esergo.                                        | 71                                                            | 3,34 g                                                        | RIC Vespasianus, II, 437; BMCRE 555; Cohen 327.               |
|                                                               | denario                                                       | IMP MAXIMINVS PIVS AVG, testa verso destra con alloro, drappeggio sulle spalle;                         | PAX AUGUSTI, la dea Pace in piedi verso sinistra, tiene un ramo d'ulivo e uno scettro di traverso.                                         | 236                                                           | 20 mm; 2,95 g, 7 h (Zecca di Roma antica, 2° emissione);      | RIC Maximinus Trax, IV 12; RSC 31a.                           |
|                                                               | Æ Follis                                                      | CONSTAN-TINUS AVG, testa laureata verso destra, indossa una trabea che tiene uno scettro con un'aquila. | BEATA TRAN***QUILLITAS, un globo posto su un altare, che reca la scritta VO-TIS XX; tre stelle nella parte superiore e P(rima oficina)TR•. | 322                                                           | 19 mm; 3,26 g, 6 h; zecca di Augusta Treverorum.              | RIC Constantinus I, VII 342.                                  |

## Storia
A Roma la dea della Pace fu celebrata con un tempio lungo la via Sacra, accanto al foro di Augusto (vedi fori imperiali-Roma), fatto costruire sotto l'imperatore Vespasiano. Definito dai contemporanei come una delle meraviglie del mondo, venne fatto costruire sotto Vespasiano dal 74 d.C. e concluso da Domiziano. Il tempio venne inaugurato nel 75 d.C. dopo il trionfo per la guerra giudaica e fu dedicato alla Pax Augusta dell'impero, restaurata proprio dalla dinastia flavia secondo la propaganda imperiale.

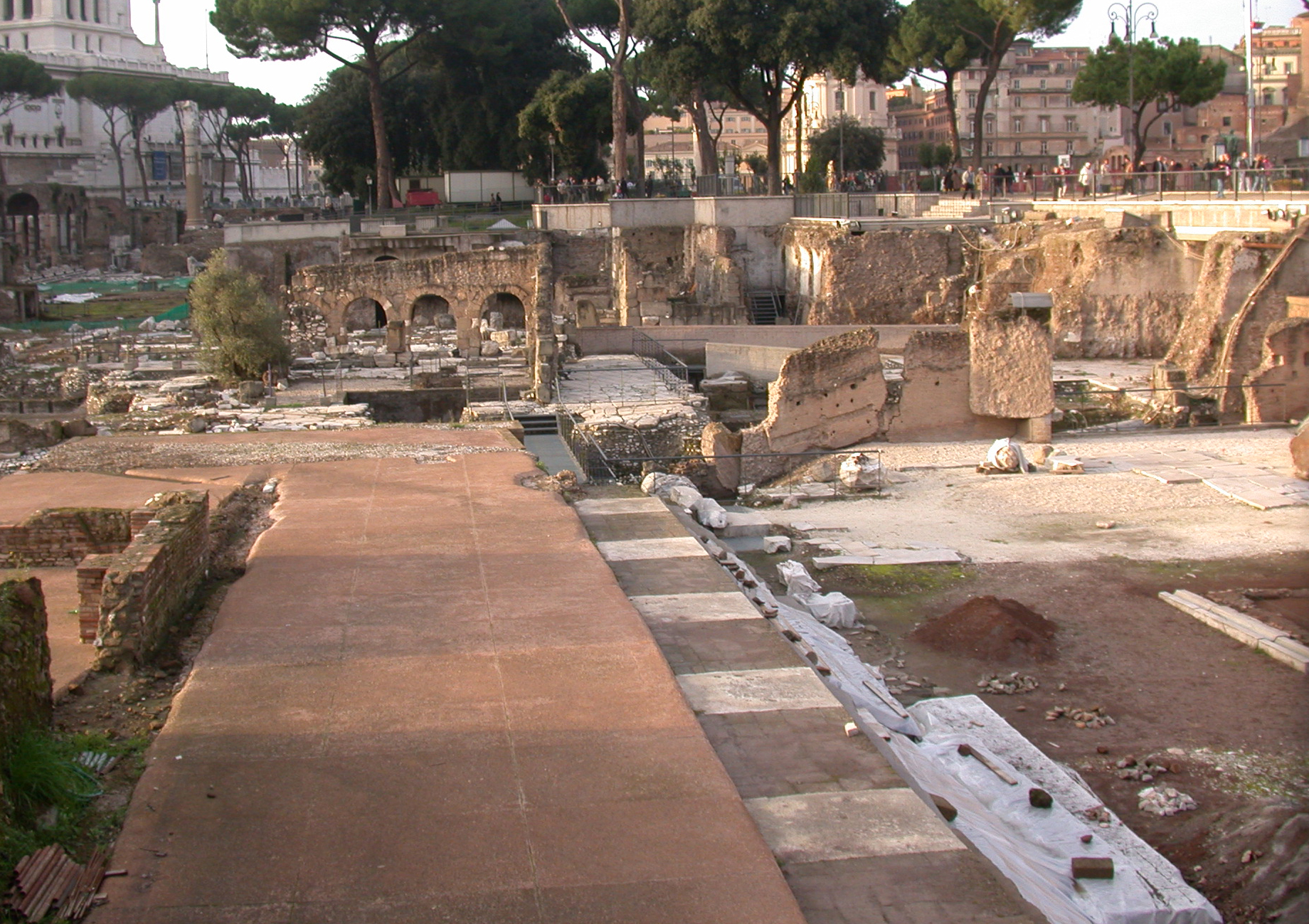
Tempio della Pace o Foro della Pace
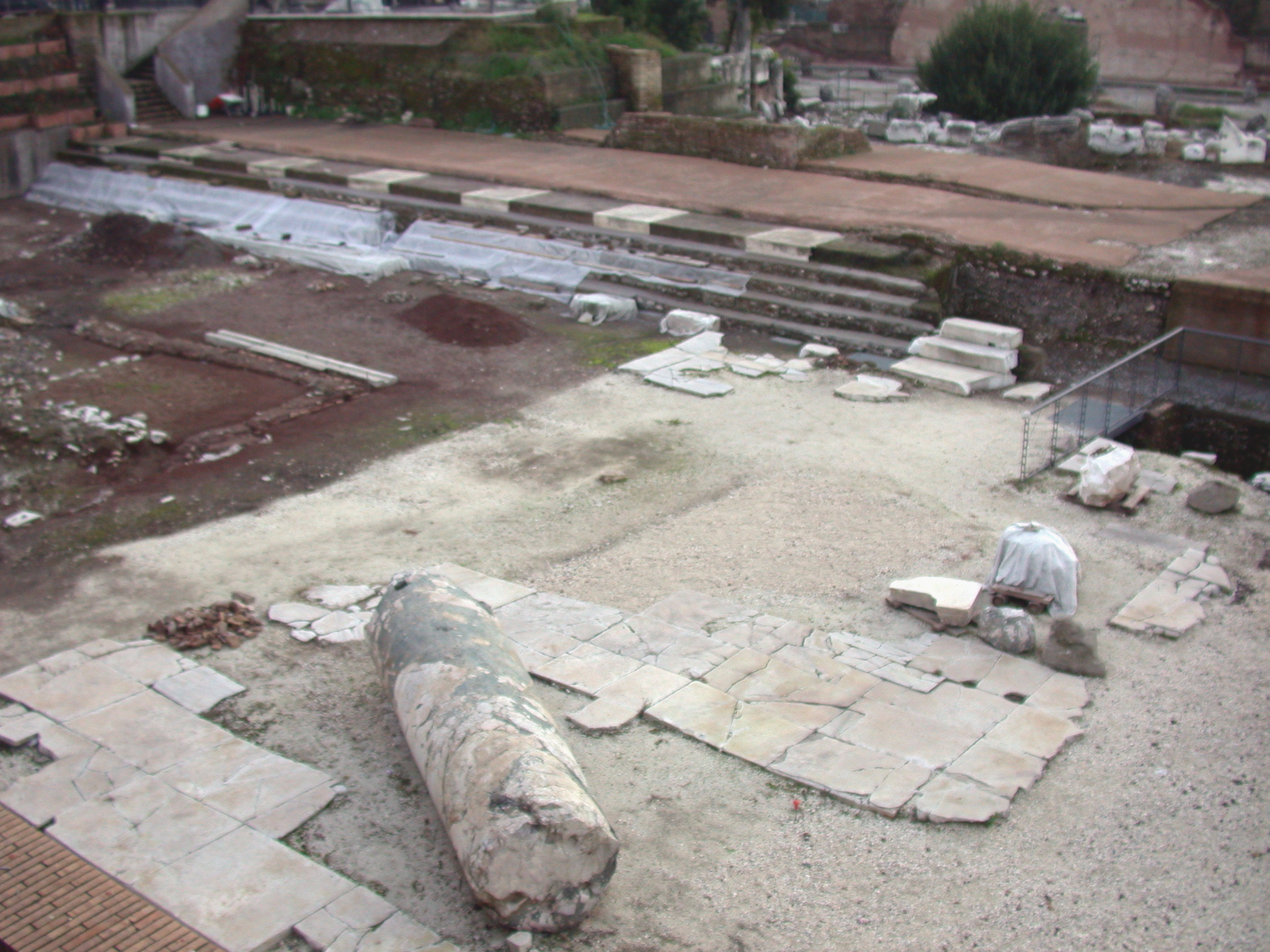
Tempio della Pace, angolo nord-ovest
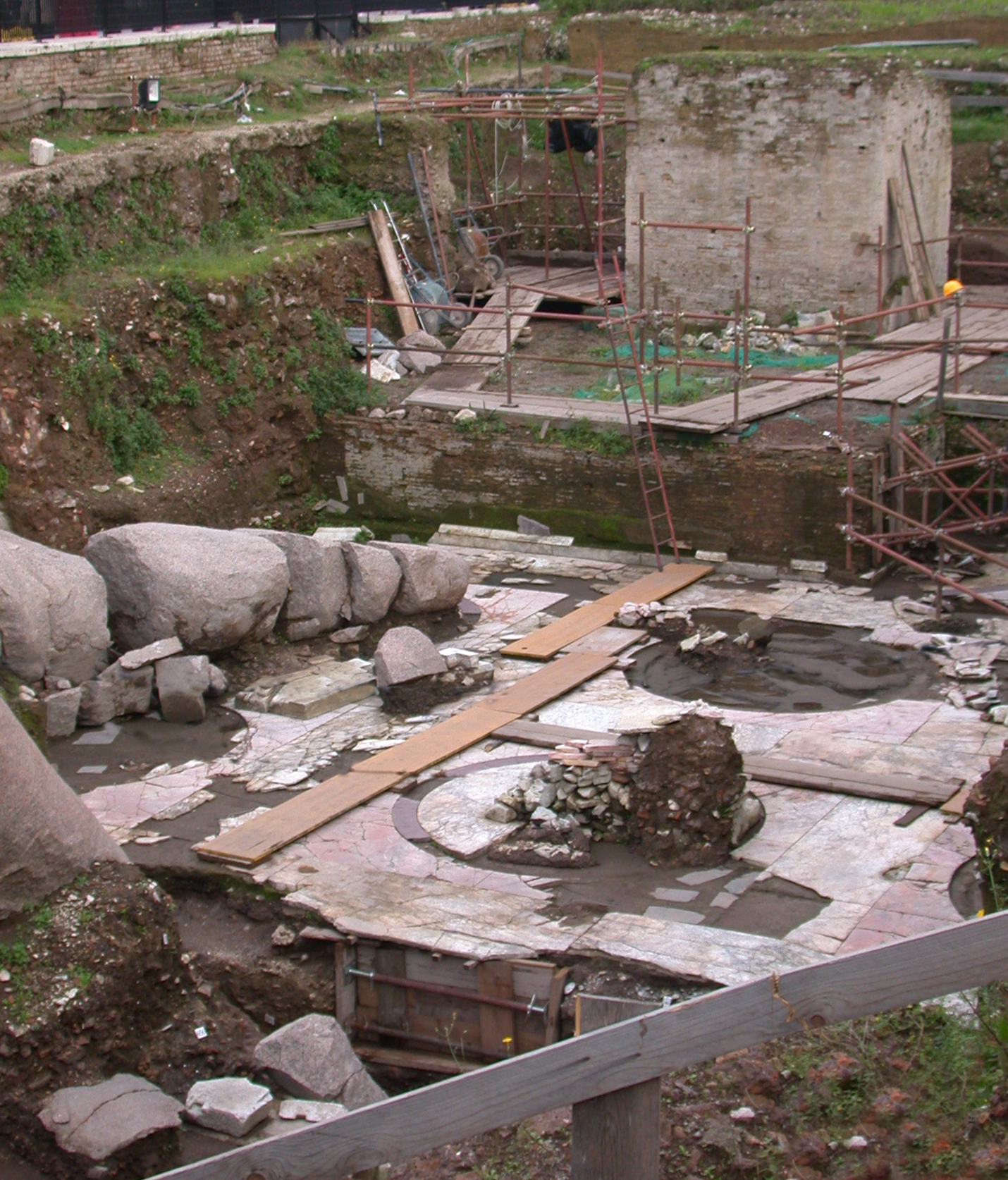
Tempio della Pace: area di scavo lungo il lato nord, pavimentazione in opus sectile marmoreo (scavi in corso)

## Altri significati
La città romana di Pax Iulia («Pace della gens Iulia») è l'odierna Beja in Portogallo.